# Corcesca

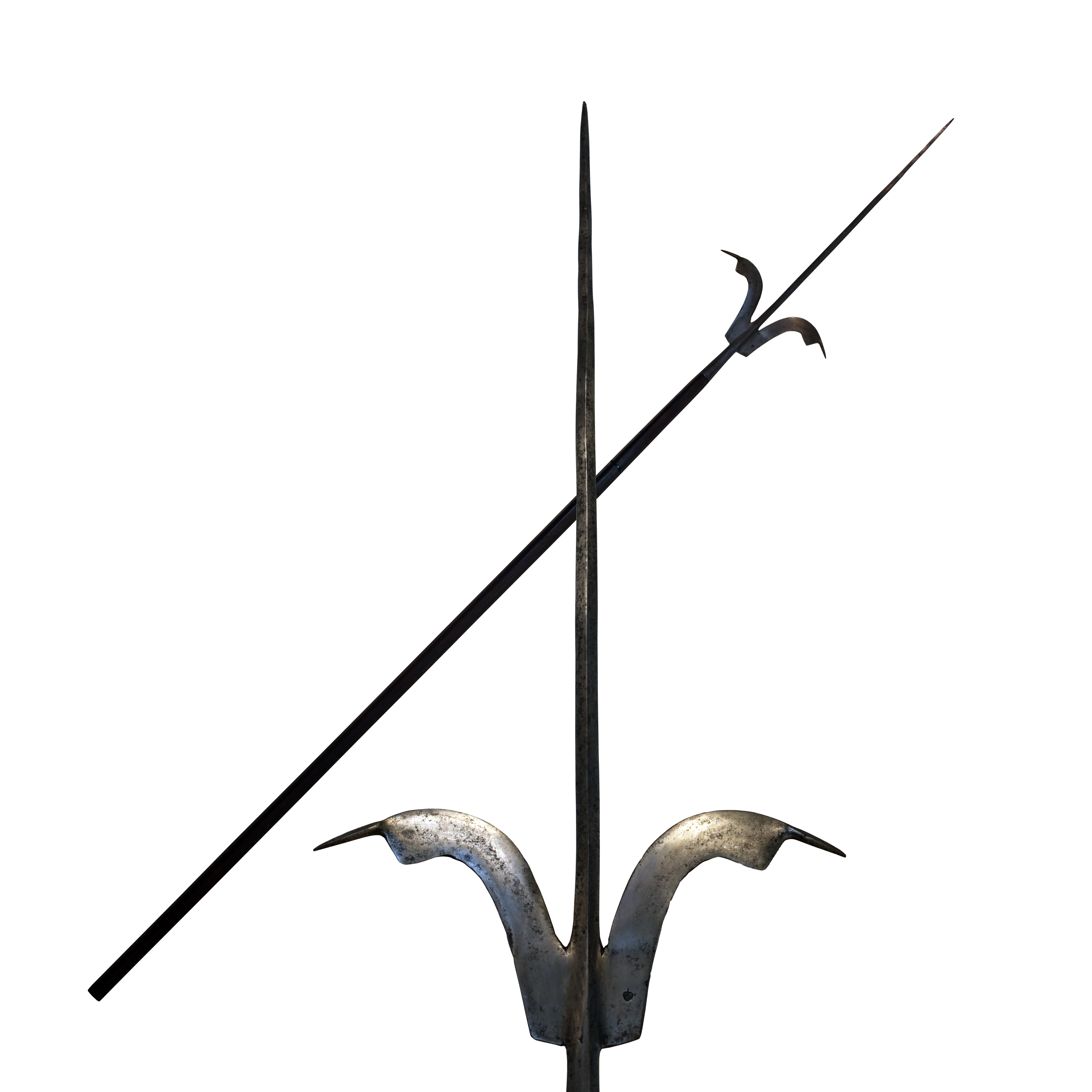
La corcesca del Museo de Morges, Suiza.

La corcesca es una arma de asta, una variante de la partesana de moharra fuerte cuyas "orejetas", cuchillas (o ganchos) a los lados en forma de tridente forman un ángulo y son de mayor marca. La voz proviene del francés corcesque. 
En francés e inglés se diferencian de las partesanas por las cuchillas largas a lo tridente, que si son ganchos se denominan ranseur, y si son lanzas de moharra tridentina entran en la familia de las partesanas.

## Orígenes e historia
La corcesca es "otra" de las armas denominadas de "oficiales" o "parada"; es decir, no fue empleada ni desarrollada para la guerra. En sus orígenes esta arma trató de representar la "flor de lis" francesa por ser un arma de tropas y guardias de la aristocracia. Su empleo se centró durante el siglo XVI.
Si en lugar de tridente tiene una forma de moharra con garfios o ganchos curvados hacia el suelo, se le llama roncona.